# 'Ndrina Franco
La 'ndrina Franco-Spanti è  una famiglia malavitosa o 'ndrina della 'ndrangheta calabrese che opera sul territorio della città di Reggio Calabria, principalmente a Pellaro e Lazzaro, attiva nel traffico di stupefacenti ed armi, nel controllo degli appalti e nel racket delle estorsioni ed alleata con la cosca Barreca, storico clan di Pellaro.

## Storia
Anni '90 
Giovanni Franco fu indagato nell’ambito del procedimento penale nr. 90/93 RGNR DDA unitamente ad altri soggetti, per il reato art. 416 bis c.p. per aver fatto parte di un’associazione armata di tipo mafioso denominata cosca “Barreca”, grazie anche alle dichiarazioni dei collaboratori di giustizia, Giacomo LAURO e Filippo BARRECA cl. 47.
 Anni 2000 
Operazione Marine. Negli anni seguenti FRANCO Giovanni è stato coinvolto a pieno titolo in vicende giudiziarie relative al traffico di sostanze stupefacenti.
Infatti, nel 2003 si era reso irreperibile, per poi costituirsi l’anno successivo, a seguito dell’operazione “Marine”, scaturita dalle indagini condotte dai ROS dell’arma dei Carabinieri e coordinate dalla locale Direzione Investigativa Antimafia sul traffico di sostanze stupefacenti operato dalle cosche mafiose di questa provincia. Nonostante la sua condizione di latitanza, FRANCO Giovanni aveva continuato a gestire i propri affari illeciti.
Operazione Chalo Nera
Difatti, nel 2007, veniva tratto in arresto nell’ambito dell’operazione “Chalo Nera” condotta dai Carabinieri, a carico di nr. 19 persone ritenute responsabili di aver fatto parte di una articolata e vasta organizzazione dedita alla vendita, offerta, cessione, commercio di sostanza stupefacente del tipo cocaina, eroina e hashish. A finire in manette sono stati:
- Giovanni Franco, 60 anni, capo famiglia,
- Demetrio Franco, 30 anni, titolare del distributore e punto ristoro "Occhio Grill" di Pellaro,
- Antonino Spanti[4], 36 anni, titolare del "Bar del Cacciatore" di Lazzaro[5].

Oltre agli altri 16 di cui non fanno parte della locale di ndrangheta di Pellaro.
 Anni 2010 
Il 7 novembre 2013 viene arrestato per traffico di droga ad Antibes in Costa Azzurra Giovanni Franco esponente di spicco affiliato ai Barreca, latitante dal febbraio 2012.
Nel 2014, grazie alle rivelazioni del pentito Enrico De Rosa, emerge un nuovo "locale", un tempo vecchio feudo della famiglia Barreca, corrispondente con la cittadina di Lazzaro nel Comune di Motta San Giovanni, dove viene indicato esplicitamente Antonino Spanti come "responsabile" del locale di Lazzaro.
A gennaio del 2016 vengono arrestati nell'Operazione Antibes 16 persone facente parte del clan Franco. Le condanne in appello della "rete" di Giovanni Franco a Reggio Calabria furono 13.